# Герои: Възраждане
„Герои: Възраждане“ (на английски: Heroes Reborn) е американски минисериал от 13 епизода и продължение на сериала „Герои“. Изпълнителен продуцент отново е Тим Кринг. Според него това не е директно продължение на последния сезон на оригиналния сериал и че между двете поредици е изминал значителен период от време. Той заявява, че „Това не е петият сезон, а всъщност е десетият сезон“.
На 13 януари 2016 г. е обявено, че за момента втори сезон няма да има и сериалът си остава лимитирана поредица.